# طائفة الجزيرة الخضراء
طائفة الجزيرة الخضراء هي دويلة قامت في عهد ملوك الطوائف بين عامي 427 هـ - 446 هـ.

## تاريخها
في عام 403 هـ، منح سليمان المستعين بالله حكم الجزيرة الخضراء لبني حمود الذين عاونوه على الوصول إلى عرش خلافة قرطبة، كان أول من وليها من بني حمود هو القاسم بن حمود الذي أصبح خليفة قرطبة فيما بعد. وفي عام 417 هـ، بعد أن خلع يحيى المعتلي بالله من خلافة قرطبة، أسس طائفة مالقة، وضم إليها الجزيرة الخضراء. وكان يحيى قد ضم أيضًا شريش التي كان عمه القاسم بن حمود قد لجأ إليها مع ابنيه محمد والحسن، بعد أن حاصر المدينة، وأسر عمه وبنيه وحبسهما في الجزيرة الخضراء، وأوكل مهمة حبسهم إلى رجل من المغاربة اسمه أبو الحجاج. وبعد وفاة يحيى المعتلي بالله عام 427 هـ، أطلق أبو الحجاج محمد بن القاسم وأخيه الحسن، ونادى بمحمد بن القاسم أميرًا على الجزيرة الخضراء، مؤسسًا بذلك طائفة الجزيرة الخضراء. استمر حكم محمد بن القاسم المهدي بالله للجزيرة الخضراء حتى وفاته عام 440 هـ، وخلفه من بعده ابنه القاسم الواثق بالله. وفي عام 446 هـ، غزا المعتضد بن عباد الجزيرة الخضراء، وضمها إلى طائفة إشبيلية.

## حكامها
- محمد بن القاسم المهدي بالله (427 هـ-440 هـ)
- القاسم الواثق بالله (440 هـ-446 هـ)